# Тавричанка (Давлекановський район)
Таврича́нка (рос. Тавричанка, башк. Тавричанка) — присілок у складі Давлекановського району Башкортостану, Росія. Входить до складу Сергіопольської сільської ради.
Населення — 2 особи (2010; 6 в 2002).
Національний склад:
- росіяни — 100 %